# Реджинал Двейн Беттс
Реджинал Двейн Беттс (англ. Reginald Dwayne Betts; 1980, Меріленд, США) — американський поет, юрист, педагог і прихильник тюремної реформи. У віці 16 років він вчинив збройне викрадення автомобіля, був притягнутий до кримінальної відповідальності як дорослий і засуджений до дев'яти років позбавлення волі. Під час ув'язнення почав читати та писати вірші. "Одна книга, «Чорні поети» Дадлі Рендалла», ковзнула під мою камеру в отворі, познайомила мене з поетами, які змусили мене повірити, що слова можуть бути вирізьблені в якусь свободу" – казав Беттс. Після звільнення Беттс отримав ступінь магістра мистецтв з Творчого письменництва у коледжі Уоррена Вілсона та ступінь доктора права в юридичній школі Єльського університету. Він працював у Координаційній раді Управління ювенальної юстиції та запобігання правопорушенням президента Барака Обами. Беттс також заснував організацію Freedom Reads, яка надає доступ до книг ув'язненим. У вересні 2021 року Беттс отримав стипендію МакАртура. Зараз він працює над докторською дисертацією з права в Єльському університеті.

## Молодість і ув'язнення
Беттс, народився в штаті Меріленд, протягом своєї юності брав участь у програмах для обдарованих дітей, а в середній школі був відмінником і скарбником у середній школі Suitland у Вашингтоні, округ Колумбія, у передмісті Район-Хайтс, штат Меріленд.
У віці шістнадцяти років він і його друг викрали чоловіка, який заснув у своїй машині в торговому центрі Springfield. Беттсу було пред’явлено звинувачення, коли він був дорослим, і тому він провів більше восьми років у в’язниці (включаючи чотирнадцять місяців в одиночній камері), де він закінчив середню школу та почав читати та писати вірші.
Виступаючи на фестивалі NGC Bocas Lit Fest у 2016 році, він сказав: «Я був в одиночній камері... Ви можете попросити книгу, і хтось підсуне її вам. Часто ви не знаєте, хто вам її дасть. Хтось підкинув «Чорних поетів» у редакції Дадлі Рендалла . У тій книжці я вперше прочитав Роберта Хайдена, Соню Санчес, Люсіль Кліфтон. Я бачив поета не просто утилітаристом, а служителем мистецтва. У вірші можна подарувати комусь цілий світ. До цього я думав стати письменником, пишучи здебільшого есе і, можливо, одного разу роман. Але в той момент я вирішив стати поетом».
У тюрмі йому дали псевдо Шахід.

## Освіта, письменництво та активність після в’язниці
Після восьмирічного тюремного терміну Беттс знайшов роботу в Karibu Books у Боуї, штат Меріленд . У магазині його згодом підвищили до менеджера магазину, де він заснував книжковий клуб для афроамериканських хлопчиків, відвідуючи громадський коледж принца Джорджа в Ларго, штат Меріленд. Пізніше він став учителем поезії у Вашингтоні, округ Колумбія, а в 2013 році він викладав у програмі письма (WLP) в коледжі Емерсон.
Беттс також є національним представником Кампанії за правосуддя для молоді та виступає за реформу ювенальної юстиції. Він також відвідує ізолятори та міські школи, розмовляє з молодими людьми з групи ризику.
У 2012 році президент Барак Обама назначив Беттса членом Координаційної ради з питань ювенальної юстиції та запобігання правопорушенням.
У 2016 році Беттс закінчив юридичну школу Єльського університету та склав іспит на адвокатуру Коннектикуту. У вересні 2017 року екзаменаційна комісія адвокатури рекомендувала прийняти його після того, як адвокатура відхилила його початкову заявку на членство. Зараз Беттс працює над докторською дисертацією в Єльському університеті права.

## Нагороди та стипендії
У 2009 році вірш «Шахід читає власну долоню» отримав премію Беатріс Хоулі за поетику.
У 2010 році Реджинал Беттс отримав стипендію від Фонду «Відкрите Суспільство».
Мемуари Беттса «Питання свободи» отримали нагороду NAACP за нон-фікшн.
У 2017 році «Тільки раз я думав про самогубство» отримав премію Ізраеля Переса за найкращий студентський коментар, опублікований у Єльському юридичному журналі.
У 2018 році Беттса обрали стипендіатом PEN America «Письменництво заради справедливості».
У 2018 році він також отримав стипендію Фонду Гуггенхайма.
У 2021 році Беттс отримав стипендію МакАртура.

## Публікації
Його вірші публікувалися в літературних журналах і журналах, зокрема Plowshares Crab Orchard Review та Poet Lore.

### Поезія

#### Колекції
- Betts, Reginald Dwayne (2010). Near Burn and Burden: a collection of poems. Warren Wilson College.
- Betts, Reginald Dwayne (2010). Shahid Reads His Own Palm. Alice James Books. ISBN 9781882295814.
- Betts, Reginald Dwayne (2015). Bastards of the Reagan Era. Stahlecker Selections. ISBN 9781935536659.[29]
- Betts, Reginald Dwayne (2019). Felon: Poems. W.W. Norton. ISBN 9780393652147.

#### Список вибраних віршів
| Назва                                               | рік      | Вперше опубліковано | Перевид./зб |
| --------------------------------------------------- | -------- | ------------------- | ----------- |
| Що ми знаємо про коней                              | 2011 рік |                     |             |
| Розмова                                             | 2006 рік |                     |             |
| дозвольте мені розповісти вам про ніч, коли я помер | 2008 рік |                     |             |
| Не зрозумів                                         | 2008 рік |                     |             |
| Солдатська пісня                                    | 2008 рік |                     |             |

### Нон-фікшн
- A Question of Freedom: A memoir of learning, survival, and coming of age in prison. Penguin. 2010. ISBN 9781101133361.
- Betts, Reginald Dwayne (2016). Only Once I Thought About Suicide. Yale Law Journal Forum. 125: 222. Процитовано 1 жовтня 2017.